# Jože Murko
Jože Murko, slovenski častnik, veteran vojne za Slovenijo
Polkovnik Murko je višji pripadnik Slovenske vojske.

## Vojaška kariera
- podravnatelj vojaških šol
- poveljnik 72. brigade Slovenske vojske (? - 6. februar 2003)

## Odlikovanja in priznanja
- zlata medalja Slovenske vojske (18. maj 2001)
- srebrna medalja Slovenske vojske (16. maj 1993)
- srebrna medalja generala Maistra z meči